# Pierfrancesco Galleffi
Pierfrancesco Galleffi, parfois appelé Pietro Francesco Galleffi (né le 27 octobre 1770 à Cesena, dans l'actuelle province de Forlì-Cesena en Émilie-Romagne, alors dans les États pontificaux et mort le 18 juin 1837 à Rome) est un cardinal italien du XIXe siècle.

## Biographie
Pierfrancesco Galleffi exerce plusieurs fonctions au sein de la Curie romaine, notamment comme préfet de la Congrégation pour la discipline religieuse.
Le pape Pie VII le crée cardinal lors du consistoire du 11 juillet 1803. Il est camerlingue du Sacré Collège de 1814 à 1818.
Le cardinal Galleffi est nommé archevêque de Damas (de) en 1819. Le 6 mai 1820, il est nommé archiprêtre de la basilique Saint-Pierre.
Il participe au conclave de 1823, lors duquel Léon XII est élu pape, ainsi qu'à ceux de 1829 (élection de Pie VIII) et de 1830-1831 (élection de Grégoire XVI). Grégoire XVI n'étant pas encore évêque lors de son élection au pontificat, le cardinal Galleffi et le cardinal Arezzo sont co-consécrateurs  aux côtés du doyen du Sacré-Collège, le cardinal Pacca, qui lui confère l'épiscopat. 

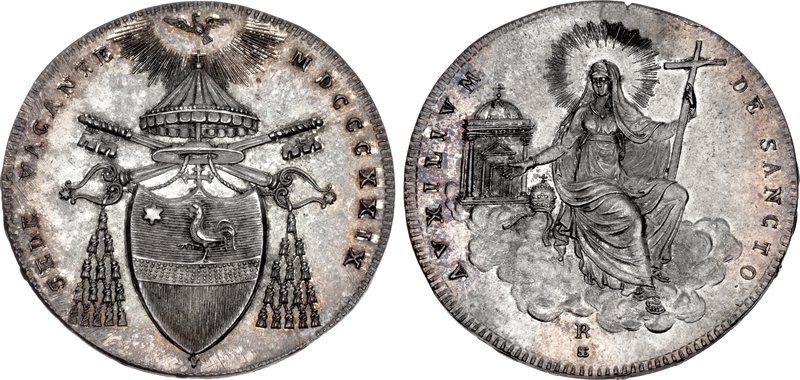
Demi-écu (mezzo scudo)  aux armes du camerlingue Pierfrancesco Galleffi, pièce légendée  SEDE VACANTE MDCCCXXIX (1829).
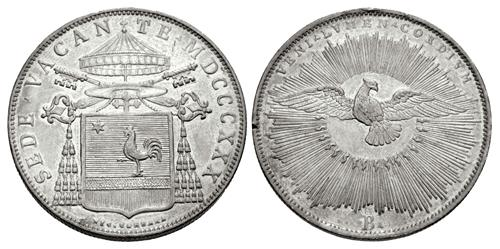
Pièce aux armes du camerlingue Pierfrancesco Galleffi, légendée  SEDE·VACANTE·MDCCCXXX (1830).

De 1830 jusqu'à sa mort en 1837, Pierfrancesco Galleffi est cardinal-évêque du diocèse suburbicaire de Porto - Santa Rufina.

## Succession apostolique
Pierfrancesco Galleffi a ordonné les évêques suivants :
- Évêque Annibale Tommasi (1820)
- Évêque Gaetano Bonanni (1821)
- Archevêque Luigi Fransoni (1821)
- Patriarche Giacomo Sinibaldi (de) (1821)
- Évêque Giovanni De Simone, C.M. (1822)
- Archevêque Gaetano de Franci, C.R.M. (1822)
- Évêque Gregorio Muccioli (de) (1822)
- Cardinal Giacomo Filippo Fransoni (1822)
- Évêque Domenico Armellini (de) (1823)
- Cardinal Cesare Nembrini Pironi Gonzaga (1824)
- Évêque Felice Bezzi (de) (1824)
- Cardinal Antonio Domenico Gamberini (1826)
- Cardinal Filippo de Angelis (1826)
- Évêque Francisco Spolverini (1826)
- Cardinal Luigi Frezza (1826)
- Évêque Filippo Appignanesi (1830)
- Évêque Nicola Belletti (it) (1830)
- Évêque Giambattista Guerra (1830)
- Évêque Michele Franchini (1832)
- Évêque Giuseppe Maria Giove (it), O.F.M.Ref. (1832)
- Archevêque Domenico Secondi, O.F.M.Conv. (1832)
- Archevêque Ludovico Tevoli (it) (1832)
- Cardinal Benedetto Cappelletti (1833)
- Évêque Bernardino Panzacchi, O.F.M.Obs. (1834)
- Évêque Pier Francesco Muccioli, O.F.M.Conv. (1835)
- Évêque Guglielmo Aretini-Sillani (en) (1835)
- Évêque Valentino Armellini (1835)

### Source
- Fiche du cardinal Pierfrancesco Galleffi sur le site fiu.edu